# Wakinosaurus satoi
Il wakinosauro (Wakinosaurus satoi) è un dinosauro carnivoro di dubbia identità, noto solo per un dente fossile. Visse nel Cretaceo superiore (Hauteriviano, circa 135 milioni di anni fa) e i suoi resti sono stati ritrovati in Giappone. 

## Classificazione
Questo animale è stato descritto sulla base di un dente ricurvo e seghettato, rinvenuto nella formazione Sengoku del gruppo Kwanmon (sottogruppo Wakino), da parte di Masahiro Sato. Il dente, descritto per la prima volta nel 1990, fu inizialmente attribuito a livello di famiglia come Megalosauridae indet., dal momento che l'esemplare era troppo frammentario. Successivamente (1992) lo studioso che operò la prima descrizione decise che era sufficientemente distinto da poter essere attribuito a un nuovo genere e una nuova specie di dinosauri, Wakinosaurus satoi. Attualmente Wakinosaurus è considerato un nomen dubium, ed è semplicemente indicativo della presenza di un grande dinosauro teropode carnivoro nel Cretaceo inferiore del Giappone. 
Wakinosaurus è stato, in ogni caso, il primo dinosauro giapponese ad essere descritto ufficialmente; negli anni '30 era stato descritto il dinosauro a becco d'anatra Nipponosaurus proveniente dall'isola di Sahalin (quando ancora apparteneva al Giappone), ma successivamente il territorio andò alla Russia.